# Nazionale femminile di calcio della Cina
La nazionale di calcio femminile della Cina è la rappresentativa calcistica femminile internazionale della Cina, gestita dalla locale federazione calcistica (CFA).
In base alla classifica emessa dalla FIFA il 13 dicembre 2024, la nazionale femminile occupa il 17º posto del FIFA/Coca-Cola Women's World Ranking.
Come membro dell'Asian Football Confederation (AFC) partecipa a vari tornei di calcio internazionali, come al Campionato mondiale FIFA, Coppa d'Asia, ai Giochi olimpici estivi e ai tornei ad invito come l'Algarve Cup o la Cyprus Cup.

## Partecipazione ai tornei internazionali
Legenda: Grassetto: Risultato migliore, Corsivo: Mancate partecipazioni

## Statistiche dettagliate sui tornei internazionali

### Tornei olimpici
| Tornei olimpici di calcio femminile | Tornei olimpici di calcio femminile | Tornei olimpici di calcio femminile | Tornei olimpici di calcio femminile | Tornei olimpici di calcio femminile | Tornei olimpici di calcio femminile | Tornei olimpici di calcio femminile | Tornei olimpici di calcio femminile | Tornei olimpici di calcio femminile | Tornei olimpici di calcio femminile |
| Anno                                | Turno                               | G                                   | V                                   | N                                   | P                                   | GF                                  | GS                                  | DR                                  | Pt                                  |
| ----------------------------------- | ----------------------------------- | ----------------------------------- | ----------------------------------- | ----------------------------------- | ----------------------------------- | ----------------------------------- | ----------------------------------- | ----------------------------------- | ----------------------------------- |
| 1996*                               | finale                              | 5                                   | 3                                   | 1                                   | 1                                   | 11                                  | 5                                   | +6                                  | 10                                  |
| 2000                                | fase a gironi                       | 3                                   | 1                                   | 1                                   | 1                                   | 5                                   | 4                                   | +1                                  | 4                                   |
| 2004                                | fase a gironi                       | 2                                   | 0                                   | 1                                   | 1                                   | 1                                   | 9                                   | -8                                  | 1                                   |
| 2008                                | quarti di finale                    | 4                                   | 2                                   | 1                                   | 1                                   | 5                                   | 4                                   | +1                                  | 7                                   |
| 2012                                | non qualificata                     | -                                   | -                                   | -                                   | -                                   | -                                   | -                                   | -                                   | -                                   |
| 2016                                | quarti di finale                    | 4                                   | 1                                   | 1                                   | 2                                   | 2                                   | 4                                   | -2                                  | 4                                   |
| 2020                                | fase a gironi                       | 3                                   | 0                                   | 1                                   | 2                                   | 6                                   | 17                                  | -11                                 | 1                                   |
| Totale                              | 6                                   | 21                                  | 7                                   | 6                                   | 8                                   | 30                                  | 63                                  | -13                                 | 27                                  |

* È la prima edizione di una olimpiade ad aver organizzato un torneo di calcio femminile.

## Allenatori
- 1984-1988:  Cong Zheyu
- 1988-1991:  Shang Ruihua
- 1991-2001:  Ma Yuanan
- 2002-2003:  Ma Liangxing
- 2003-2004:  Zhang Haitao
- 2004-2005:  Wang Haiming
- 2005:  Pei Encai
- 2005-2006:  Ma Liangxing
- 2007:  Wang Haiming (ad interim)
- 2007:  Marika Domanski-Lyfors
- 2007-2008:  Élisabeth Loisel
- 2008-2010:  Shang Ruihua
- 2011-2012:  Li Xiaopeng
- 2012-2015:  Hao Wei
- 2015-2017:  Bruno Bini
- 2017-2018:  Sigurður Ragnar Eyjólfsson
- 2018-2021:  Jia Xiuquan
- 2021-:  Shui Qingxia

## Palmarès
- Coppa d'Asia: 9 (record)

1986, 1989, 1991, 1993, 1995, 1997, 1999, 2006, 2022
- Argento olimpico: 1

Atlanta 1996
- Giochi asiatici: 3

1990, 1994, 1998
- Algarve Cup: 2

1999, 2002

## Tutte le rose

### Campionato mondiale
Coppa del Mondo FIFA 19911 Zhong H., 2 Chen X., 3 Ma L., 4 Li X., 5 Zhou Y., 6 Shui Q., 7 Wu W., 8 Zhou H., 9 Sun W., 10 Liu A., 11 Sun Q., 12 Wen L., 13 Niu L., 14 Zhang Y., 15 Wei H., 16 Zhang H., 17 Zhu T., 18 Li S., CT: Shang R.
Coppa del Mondo FIFA 19951 Zhong H., 2 Wang L., 3 Fan Y., 4 Yu H., 5 Zhou Y., 6 Zhou H., 7 Wei H., 8 Shui Q., 9 Sun W., 10 Liu A., 11 Sun Q., 12 Wen L., 13 Niu L., 14 Xie H., 15 Shi G., 16 Chen Y., 17 Zhao L., 18 Man Y., 19 Li Y., 20 Gao H., CT: Ma Y.
Coppa del Mondo FIFA 19991 Han W., 2 Wang L., 3 Fan Y., 4 Man Y., 5 Xie H., 6 Zhao L., 7 Zhang O., 8 Jin Y., 9 Sun W., 10 Liu A., 11 Pu W., 12 Wen L., 13 Liu Y., 14 Bai J., 15 Qiu H., 16 Fan C., 17 Zhu J., 18 Gao Hong, 19 Gao Hongx., 20 Wang J., CT: Ma Y.
Coppa del Mondo FIFA 20031 Han W., 2 Sun R., 3 Li J., 4 Gao H., 5 Fan Y., 6 Zhao L., 7 Bai J., 8 Zhang O., 9 Sun W., 10 Liu Y., 11 Pu W., 12 Qu F., 13 Teng W., 14 Bi Y., 15 Ren L., 16 Liu Y., 17 Pan L., 18 Zhao Y., 19 Han D., 20 Wang L., CT: Ma L.
Coppa del Mondo FIFA 20071 Zhang Y., 2 Weng X., 3 Li J., 4 Wang K., 5 Song X., 6 Xie C., 7 Bi Y., 8 Pan L., 9 Han D., 10 Ma X., 11 Pu W., 12 Qu F., 13 Li D., 14 Zhang O., 15 Zhou G., 16 Liu Y., 17 Liu H., 18 Han W., 19 Zhang Y., 20 Zhang T., 21 Xu M., CT: Domanski-Lyfors
Coppa del Mondo FIFA 20151 Zhang Y., 2 Liu S., 3 Pang F., 4 Li J., 5 Wu H., 6 Li D., 7 Xu Y., 8 Ma J., 9 Wang Sha., 10 Li Y., 11 Wang Shu., 12 Wang F., 13 Tang J., 14 Zhao R., 15 Lei J., 16 Lou J., 17 Gu Y., 18 Han P., 19 Tan R., 20 Zhang R., 21 Wang L., 22 Zhao L., 23 Ren G., CT: Hao W.
Coppa del Mondo FIFA 20191 Xu H., 2 Liu S., 3 Lin Y., 4 Lou J., 5 Wu H., 6 Han P., 7 Wang Shu., 8 Li J., 9 Yang L., 10 Li Y., 11 Wang Sha., 12 Peng S., 13 Wang Ya., 14 Wang Yi., 15 Song D., 16 Li W., 17 Gu Y., 18 Bi X., 19 Tan R., 20 Zhang R., 21 Yao W., 22 Luo G., 23 Liu Y., CT: Jia X.
Coppa del Mondo FIFA 20231 Zhu Y., 2 Li M., 3 Dou J., 4 Wang L., 5 Wu H., 6 Zhāng X., 7 Wang Shu., 8 Yao W., 9 Shen M., 10 Zhang R., 11 Wang Sha., 12 Xu H., 13 Yang L., 14 Lou J., 15 Chen Q., 16 Yao L., 17 Wu C., 18 Tang J., 19 Zhang L., 20 Xiao Y., 21 Gu Y., 22 Pan H., 23 Gao C., CT: Shui Q.

### Giochi olimpici
Calcio ai Giochi Olimpici Estivi 19961 Zhong H., 2 Wang L., 3 Fan Y., 4 Yu H., 5 Xie H., 6 Zhao L., 7 Wei H., 8 Shui Q., 9 Sun W., 10 Liu A., 11 Sun Q., 12 Wen L., 13 Liu Y., 14 Chen Y., 15 Shi G., 16 Gao H., 18 Zhang Y., 20 Niu L., CT: Ma Y.
Calcio ai Giochi Olimpici Estivi 20001 Han W., 2 Wang L., 3 Fan Y., 4 Bai J., 5 Xie H., 6 Zhao L., 7 Shui Q., 8 Jin Y., 9 Sun W., 10 Liu A., 11 Pu W., 12 Wen L., 13 Liu Y., 14 Pan L., 15 Qiu H., 16 Zhu J., 17 Zhang O., 18 Gao H., 19 Fan C., 22 Bai L., CT: Ma Y.
Calcio ai Giochi Olimpici Estivi 20041 Xiao Z., 2 Jin X., 3 Li J., 4 Wang L., 5 Fan Y., 6 Pu W., 7 Zhang O., 8 Bi Y., 9 Han D., 10 Teng W., 11 Bai L., 12 Qu F., 13 Liu H., 14 Shi D., 15 Ren L., 16 Zhang Y., 17 Ji T., 18 Gao Y., CT: Zhang H.
Calcio ai Giochi Olimpici Estivi 20081 Zhang Y., 2 Yuan F., 3 Li J., 4 Zhang Y., 5 Weng X., 6 Zhang N., 7 Bi Y., 8 Xu Y., 9 Han D., 10 Liu S., 11 Pu W., 12 Lou J., 13 Jiang S., 14 Liu H., 15 Zhou G., 16 Wang D., 17 Gu Y., 18 Han W., CT: Shang R.
Calcio ai Giochi Olimpici Estivi 20161 Zhao L., 2 Liu S., 3 Xue J., 4 Gao C., 5 Wu H., 6 Li D., 7 Li Y., 8 Tan R., 9 Ma X., 10 Yang L., 11 Wang Sha., 12 Wang Shu., 13 Pang F., 14 Zhao R., 15 Zhang R., 16 Yang M., 17 Gu Y., 18 Zhang Y., CT: Bini
Calcio ai Giochi Olimpici Estivi 20201 Zhu Y., 2 Li M., 3 Lin Y., 4 Li Q., 5 Wu H., 6 Zhang X., 7 Wang Shu., 8 Wang Yan, 9 Miao S., 10 Wang Yanw., 11 Wang Sha., 12 Peng S., 13 Yang L., 14 Liu J., 15 Yang M., 16 Wang X., 17 Luo G., 18 Wurigumula, 19 Wang Yi., 20 Xiao Y., 21 Chen Q., 22 Ding X., CT: Jia X.

### Coppa d'Asia
Coppa d'Asia femminile 20141 Zhang Y., 2 Liu S., 3 Wang L., 4 Li J., 5 Wu H., 6 Li D., 7 Xu Y., 8 Huang Y., 9 Lou J., 10 Li Y., 11 Yang L., 12 Chi X., 13 Gao Q., 14 Gu Y., 15 Li X., 16 Wang C., 17 Zhang X., 18 Han P., 19 Zhou F., 20 Zhang R., 21 Wang S., 22 Wang Y., 23 Ren G., 24 Zhao R., 25 Ma X., CT: Hao W.
Coppa d'Asia femminile 20181 Zhao L., 2 Liu S., 3 Xue J., 4 Li D., 5 Wu H., 6 Lin Y., 7 Wang Shu., 8 Ma J., 9 Tang J., 10 Li Y., 11 Wang Sha., 12 Peng S., 13 Lü Y., 14 Xu Y., 15 Song D., 16 Yan J., 17 Gu Y., 18 Han P., 19 Tan R., 20 Zhang R., 21 Xiao Y., 22 Xu H., 23 Ren G., CT: Eyjólfsson
Coppa d'Asia femminile 20221 Zhu Y., 2 Li M., 3 Wang X., 4 Li J., 5 Ma J., 6 Zhang X., 7 Wang Shu., 8 Yao W., 9 Wang Y., 10 Zhang R., 11 Wang Sha., 12 Xu H., 13 Yang L., 14 Lou J., 15 Wu C., 16 Yao L., 17 Liu Y., 18 Tang J., 19 Zhang L., 20 Xiao Y., 21 Li Y., 22 Zhao L., 23 Gao C., CT: Shui Q.

## Rosa
Lista delle 23 giocatrici convocate dal selezionatore Shui Qingxia per il campionato mondiale 2023 in programma dal 20 luglio al 20 agosto 2023.
| N. | Pos. | Giocatore     | Data nascita (età)          | Pres. | Reti | Squadra                   |
| -- | ---- | ------------- | --------------------------- | ----- | ---- | ------------------------- |
| 1  | P    | Zhu Yu        | 23 luglio 1997 (25 anni)    |       |      | Wuhan Jianghan University |
| 2  | D    | Li Mengwen    | 28 marzo 1995 (28 anni)     |       |      | Jiangsu                   |
| 3  | D    | Dou Jiaxing   | 29 febbraio 2000 (23 anni)  |       |      | Jiangsu                   |
| 4  | D    | Wang Linlin   | 4 agosto 2000 (22 anni)     |       |      | Shanghai Shengli          |
| 5  | D    | Wu Haiyan     | 26 febbraio 1993 (30 anni)  |       |      | Wuhan Jianghan University |
| 6  | C    | Zhāng Xin     | 23 maggio 1992 (31 anni)    |       |      | Shanghai Shengli          |
| 7  | A    | Wang Shuang   | 23 gennaio 1995 (28 anni)   |       |      | Tottenham                 |
| 8  | D    | Yao Wei       | 1º settembre 1997 (25 anni) |       |      | Wuhan Jianghan University |
| 9  | C    | Shen Mengyu   | 19 agosto 2001 (21 anni)    |       |      | Celtic                    |
| 10 | C    | Zhang Rui     | 17 gennaio 1989 (34 anni)   |       |      | Wuhan Jianghan University |
| 11 | A    | Wang Shanshan | 27 gennaio 1990 (33 anni)   |       |      | Wuhan Jianghan University |
| 12 | P    | Xu Huan       | 6 marzo 1999 (24 anni)      |       |      | Jiangsu                   |
| 13 | C    | Yang Lina     | 13 aprile 1994 (29 anni)    |       |      | Levante Las Planas        |
| 14 | D    | Lou Jiahui    | 26 maggio 1991 (32 anni)    |       |      | Henan Jianye              |
| 15 | D    | Chen Qiaozhu  | 8 settembre 1999 (23 anni)  |       |      | Guangzhou                 |
| 16 | C    | Yao Lingwei   | 5 dicembre 1995 (27 anni)   |       |      | Wuhan Jianghan University |
| 17 | C    | Wu Chengshu   | 26 agosto 1996 (26 anni)    |       |      | Canberra United           |
| 18 | A    | Tang Jiali    | 16 marzo 1995 (28 anni)     |       |      | Madrid CFF                |
| 19 | C    | Zhang Linyan  | 16 gennaio 2001 (22 anni)   |       |      | Wuhan Jianghan University |
| 20 | A    | Xiao Yuyi     | 10 gennaio 1996 (27 anni)   |       |      | Shanghai Shengli          |
| 21 | C    | Gu Yasha      | 28 novembre 1990 (32 anni)  |       |      | Wuhan Jianghan University |
| 22 | P    | Pan Hongyan   | 30 dicembre 2004 (18 anni)  |       |      | Beijing                   |
| 23 | D    | Gao Chen      | 11 agosto 1992 (30 anni)    |       |      | Changchun Dazhong Zhuoyue |

## Record individuali
Le calciatrici in attività sono evidenziate
Dati aggiornati al 25 ottobre 2015.

### Record presenze
|    | Nome        | Presenze | Anni      |
| -- | ----------- | -------- | --------- |
| 1  | Pu Wei      | 219      | 1997-2013 |
| 2  | Li Jie      | 200      | 1997-2008 |
| 3  | Fan Yunjie  | 192      | 1992-2004 |
| 4  | Han Duan    | 188      | 2000-2011 |
| 5  | Zhao Lihong | 174      | 1992-2004 |
| 6  | Wang Liping | 173      | 1992-2004 |
| 7  | Wen Lirong  | 170      | 1986-2001 |
| 8  | Liu Yali    | 156      | 2000-2008 |
| 9  | Sun Wen     | 152      | 1990-2005 |
| 9  | Ma Xiaoxu   | 152      | 2005-     |
| 10 | Liu Ailing  | 150      | 1987–2000 |

### Record gol
|   | Nome        | Gol | Presenze | Anni      |
| - | ----------- | --- | -------- | --------- |
| 1 | Sun Wen     | 106 | 152      | 1990-2005 |
| 2 | Han Duan    | 101 | 188      | 2000-2011 |
| 3 | Bai Jie     | 83  | 139      | 1997-2003 |
| 4 | Liu Ailing  | 80  | 150      | 1987-2000 |
| 5 | Zhao Lihong | 68  | 174      | 1992-2004 |

## Confronti con le altre nazionali
Aggiornato al 9 aprile 2017 si contano solo le partite con le nazionali A.
| Nazione        | Anno prima partita | G  | V  | N  | P  | GF | GS | DG  | Confederazione |
| -------------- | ------------------ | -- | -- | -- | -- | -- | -- | --- | -------------- |
| Argentina      | 2007               | 5  | 3  | 1  | 1  | 9  | 1  | +8  | CONMEBOL       |
| Australia      | 1988               | 40 | 19 | 11 | 10 | 70 | 40 | +30 | AFC            |
| Brasile        | 1986               | 10 | 1  | 4  | 5  | 7  | 20 | −13 | CONMEBOL       |
| Birmania       | 2004               | 3  | 3  | 0  | 0  | 16 | 0  | +16 | AFC            |
| Camerun        | 2015               | 1  | 1  | 0  | 0  | 1  | 0  | +1  | CAF            |
| Canada         | 1987               | 28 | 14 | 5  | 9  | 50 | 28 | +22 | CONCACAF       |
| Cile           | 2009               | 2  | 1  | 0  | 1  | 2  | 1  | +1  | CONMEBOL       |
| Corea del Nord | 1989               | 32 | 10 | 8  | 14 | 33 | 33 | 0   | AFC            |
| Corea del Sud  | 1990               | 38 | 27 | 5  | 6  | 98 | 25 | +73 | AFC            |
| Costa d'Avorio | 1988               | 1  | 1  | 0  | 0  | 8  | 1  | +7  | CAF            |
| Costa Rica     | 2016               | 2  | 1  | 1  | 0  | 3  | 2  | +1  | CONCACAF       |
| Croazia        | 2017               | 2  | 2  | 0  | 0  | 4  | 1  | +3  | UEFA           |
| Danimarca      | 1991               | 16 | 10 | 4  | 3  | 32 | 13 | +19 | UEFA           |
| Filippine      | 1995               | 3  | 3  | 0  | 0  | 47 | 0  | +47 | AFC            |
| Finlandia      | 1989               | 14 | 11 | 2  | 1  | 37 | 5  | +32 | UEFA           |
| Francia        | 1990               | 10 | 4  | 3  | 3  | 11 | 10 | +1  | UEFA           |
| Galles         | 2011               | 1  | 1  | 0  | 0  | 2  | 1  | +1  | UEFA           |
| Germania       | 1991               | 30 | 8  | 6  | 16 | 30 | 55 | −25 | UEFA           |
| Ghana          | 1999               | 4  | 4  | 0  | 0  | 12 | 2  | +10 | CAF            |
| Giappone       | 1986               | 34 | 16 | 6  | 12 | 50 | 29 | +21 | AFC            |
| Giordania      | 2006               | 3  | 3  | 0  | 0  | 27 | 1  | +26 | AFC            |
| Guam           | 1999               | 2  | 2  | 0  | 0  | 24 | 0  | +24 | AFC            |
| Guatemala      | 2000               | 1  | 1  | 0  | 0  | 14 | 0  | +14 | CONCACAF       |
| Hong Kong      | 1989               | 8  | 8  | 0  | 0  | 67 | 0  | +67 | AFC            |
| Inghilterra    | 2005               | 5  | 3  | 1  | 1  | 6  | 3  | +3  | UEFA           |
| India          | 1998               | 2  | 2  | 0  | 0  | 28 | 0  | +28 | AFC            |
| Indonesia      | 1986               | 1  | 1  | 0  | 0  | 9  | 0  | +9  | AFC            |
| Islanda        | 2007               | 7  | 2  | 1  | 5  | 8  | 13 | −5  | UEFA           |
| Italia         | 1986               | 7  | 2  | 2  | 3  | 6  | 8  | −2  | UEFA           |
| Kazakistan     | 1995               | 2  | 2  | 0  | 0  | 16 | 0  | +16 | UEFA           |
| Malaysia       | 1986               | 2  | 2  | 0  | 0  | 17 | 0  | +17 | AFC            |
| Messico        | 2000               | 10 | 7  | 3  | 0  | 14 | 2  | +12 | CONCACAF       |
| Nigeria        | 2000               | 5  | 3  | 1  | 1  | 11 | 7  | +4  | CAF            |
| Norvegia       | 1987               | 26 | 9  | 3  | 14 | 29 | 35 | −6  | UEFA           |
| Nuova Zelanda  | 1991               | 17 | 13 | 1  | 3  | 42 | 12 | +30 | OFC            |
| Paesi Bassi    | 1988               | 12 | 6  | 4  | 2  | 15 | 10 | +5  | UEFA           |
| Portogallo     | 1996               | 6  | 4  | 2  | 0  | 17 | 4  | +13 | UEFA           |
| Rep. Ceca      | 2004               | 1  | 1  | 0  | 0  | 1  | 0  | +1  | UEFA           |
| Romania        | 1991               | 1  | 1  | 0  | 0  | 3  | 1  | +2  | UEFA           |
| Russia         | 1991               | 12 | 9  | 2  | 1  | 17 | 6  | +11 | UEFA           |
| Scozia         | 2003               | 2  | 2  | 0  | 0  | 4  | 0  | +4  | UEFA           |
| Serbia         | 1989               | 1  | 1  | 0  | 0  | 6  | 1  | +5  | UEFA           |
| Spagna         | 2015               | 2  | 0  | 0  | 2  | 2  | 5  | −3  | UEFA           |
| Sudafrica      | 2003               | 4  | 4  | 0  | 0  | 28 | 0  | +28 | CAF            |
| Svezia         | 1987               | 26 | 7  | 9  | 10 | 24 | 33 | −9  | UEFA           |
| Svizzera       | 2009               | 1  | 1  | 0  | 0  | 2  | 0  | +2  | UEFA           |
| Taipei cinese  | 1989               | 14 | 14 | 0  | 0  | 45 | 0  | +45 | AFC            |
| Thailandia     | 1989               | 11 | 10 | 1  | 0  | 51 | 5  | +46 | AFC            |
| Stati Uniti    | 1986               | 56 | 9  | 13 | 34 | 36 | 96 | −60 | CONCACAF       |
| Ucraina        | 2017               | 1  | 1  | 0  | 0  | 5  | 0  | +5  | UEFA           |
| Ungheria       | 2007               | 1  | 1  | 0  | 0  | 4  | 0  | +4  | UEFA           |
| Uzbekistan     | 1997               | 4  | 4  | 0  | 0  | 34 | 1  | +33 | AFC            |
| Vietnam        | 2002               | 12 | 12 | 0  | 0  | 46 | 2  | +44 | AFC            |
| Zimbabwe       | 2016               | 1  | 1  | 0  | 0  | 3  | 0  | +3  | CAF            |